# 10009 Hirosetanso
10009 Hirosetanso este un asteroid din centura principală de asteroizi.

## Descriere
10009 Hirosetanso este un asteroid din centura principală de asteroizi. A fost descoperit pe 12 martie 1977 la Kiso de Hiroki Kosai și Kiichiro Hurukawa. Asteroidul prezintă o orbită caracterizată de o semiaxă mare de 2,40 ua, o excentricitate de 0,10 și o înclinație de 4,1° în raport cu ecliptica.